# Janko Veselinović (polityk)
Janko Veselinović, cyr. Јанко Веселиновић (ur. 6 listopada 1965 w Kninie) – serbski polityk, prawnik i nauczyciel akademicki, lider ruchu politycznego Pokret za preokret, poseł do Zgromadzenia Narodowego.

## Życiorys
Ukończył szkołę średnią w Zadarze. Do 1990 należał do Związku Komunistów Jugosławii. W tym samym roku został absolwentem prawa na Uniwersytecie w Nowym Sadzie. Uzyskiwał następnie magisterium i doktorat w zakresie prawa. Pracował w sektorze prywatnym, zajmował stanowiska dyrektorskie w przedsiębiorstwach. W 1998 wstąpił do Partii Demokratycznej, wchodził w skład zarządu głównego tego ugrupowania. W 2004 został zastępcą sekretarza do spraw nauki i rozwoju technologii i administracji Prowincji Autonomicznej Wojwodina.
W latach 2008–2016 przez trzy kadencje sprawował mandat posła do Skupsztiny. W 2014 przeszedł do nowego ugrupowania, które powołał były prezydent Boris Tadić. Opuścił je jednak w 2015, założył w tymże roku własną organizację polityczną pod nazwą Pokret za preokret.
Zajął się działalnością dydaktyczną jako wykładowca na Uniwersytecie w Nowym Sadzie i Uniwersytecie w Belgradzie, w 2018 uzyskał pełną profesurę. W 2022 po raz czwarty wybrany na deputowanego, kandydował wówczas z ramienia koalicji zawiązanej przez część ugrupowań opozycyjnych.